# Połtawskaja
Połtawskaja (ros. Полтавская) – stanica w Rosji, w Kraju Krasnodarskim, ośrodek administracyjny rejonu krasnoarmiejskiego. W 2010 liczyła 26 490 mieszkańców.